# Paula Poundstone
Paula Poundstone (Huntsville, 29 dicembre 1959) è una comica e attrice statunitense.

## Biografia
A partire dalla fine degli anni '80, ha interpretato una serie di speciali comici per la HBO. Ha fornito commenti nel backstage durante le elezioni presidenziali del 1992 per il The Tonight Show with Jay Leno. Ha condotto i podcast Starburns Audio (in precedenza all'interno della serie Maximum Fun) e Nobody Listens to Paula Poundstone. È una relatrice frequente nel programma a quiz settimanale Wait Wait... Don't Tell Me! di NPR ed è stata un'ospite ricorrente nel varietà A Prairie Home Companion della stessa rete.
È nota inoltre per aver interpretato Paula Small nella serie animata Home Movies e per il suo ruolo come Smemoratrice Paula in Inside Out.

## Doppiatrici italiane
Da doppiatrice è sostituita da:
- Cristina Poccardi in Inside Out